# Partito della Riforma (Stati Uniti d'America)
Il Partito della Riforma degli Stati Uniti d'America, conosciuto comunemente come Partito della Riforma (in inglese: Reform Party) è un partito politico statunitense, di orientamento conservatore.
Il partito fondato nel 1995 dall'imprenditore Ross Perot, dopo la sua partecipazione alle elezioni presidenziali del 1992 in ticket con l'aspirante James Stockdale, militare eroe di guerra nel Vietnam.
Perot si candidò nuovamente alle elezioni presidenziali del 1996. Perot e il suo partito introdussero nella politica americana un rinnovato populismo di destra accanto al conservatorismo.
In vista delle elezioni presidenziali del 2000, alle primarie del partito prese parte, tra gli altri, l'imprenditore Donald Trump, futuro Presidente degli Stati Uniti d'America, eletto col Partito Repubblicano nel 2016, in carica dal 2017 al 2021, e nel 2024.

## Leader
- Ross Perot
- David Collison
- Bill C. Merrell

## Risultati elettorali
| Elezione           | Candidato             | Voti      | %      | Esito         |
| ------------------ | --------------------- | --------- | ------ | ------------- |
| Presidenziali 1996 | Ross Perot            | 8.085.294 | 8,4    | ❌ Non eletto |
| Presidenziali 2000 | Pat Buchanan          | 448.895   | 0,4    | ❌ Non eletto |
| Presidenziali 2004 | Ralph Nader           | 465.151   | 0,4    | ❌ Non eletto |
| Presidenziali 2008 | Ted Weill             | 481       | 0,0004 | ❌ Non eletto |
| Presidenziali 2012 | Andre Barnett         | 962       | 0,001  | ❌ Non eletto |
| Presidenziali 2016 | Rocky De La Fuente    | 33.136    | 0,02   | ❌ Non eletto |
| Presidenziali 2020 | Rocky De La Fuente    | 88.238    | 0,06   | ❌ Non eletto |
| Presidenziali 2024 | Robert F. Kennedy Jr. | 681.450   | 0,46   | ❌ Non eletto |